# ASD 란차노 칼초 1920
ASD 란차노 칼초 1920(A.S.D. Lanciano Calcio 1920)는 아브루초주 란차노를 연고로한 이탈리아의 축구 클럽이며, 보통 란차노로 줄여 부른다. 현재 에첼렌차 소속이다.

## 역사
클럽은 1920년에 설립됐고 2017년에 현재 이름으로 재설립됐다.
2011-12 시즌에 카르미네 가우티에리 감독 지휘하에 처음으로 세리에 B로 승격했다.

## 색과 문양
팀의 색은 붉은색과 검은색이다.

## 선수 명단

### 현역
참고: FIFA 자격 규정에 따라 소속된 국가대표팀 국기를 표시합니다. 선수는 복수의 FIFA 비회원국 국적을 가지고 있을 수 있습니다.
| 번호 | 포지션 | 국적 | 이름 |
| ---- | ------ | ---- | ---- |

| 번호 | 포지션 | 국적 | 이름 |
| ---- | ------ | ---- | ---- |

## 역대 감독
| 감독                     | 임기        |
| ------------------------ | ----------- |
| 프란체스코 모리에로      | 2007 ~ 2008 |
| 에우세비오 디 프란체스코 | 2008 ~ 2009 |